# Shinji Kagawa
Shinji Kagawa - em japonês, 香川真司 - Kagawa Shinji (Kōbe, 17 de março de 1989), é um futebolista japonês que atua como meia. Atualmente está no Cerezo Osaka.

## Clubes

### Infância e juventude
Começou a jogar futebol em seus tempos de primário. De 2001 a 2005 jogou numa escolinha do Barcelona em Miyagi.

### Cerezo Osaka
Assinou com o Cerezo Osaka em 2006. Kagawa mostrou aos fãs japoneses sua técnica e habilidade em sua primeira temporada como profissional, porém em 2007 o Cerezo não conseguiu a vaga na J-League, assim como na temporada 2008.
Em 2009, Kagawa foi uma peça chave para a campanha do vice-campeonato da J2 e da volta do Cerezo para a J-League, sendo o artilheiro da J2 com 27 gols, um deles foi um gol olímpico no jogo contra o Bellmare onde a equipe de Hiratsuka bateu o time de Osaka por 4–3. Em 2010, Kagawa era um dos destaques do Cerezo Osaka até sua venda para o Borussia Dortmund.

### Borussia Dortmund
Kagawa chegou no Borussia durante a pré-temporada, e desde então mostrou que era um jogador diferente. Estreou no Campeonato Alemão no dia 22 de agosto de 2010 na derrota para o Bayer Leverkusen. Seu primeiro gol na liga foi na terceira rodada contra o Wolfsburg, onde o Borussia ganhou por 2–0. Mas provavelmente seu melhor jogo foi no clássico contra o Schalke 04 onde Kagawa ao marcar duas vezes ajudou seu time a bater o rival por 3–1. Kagawa marcou cinco gols no Campeonato Alemão e dois na Liga Europa na temporada 2010-11.
Kagawa voltou a tempo para o início da Bundesliga 2011-12. Marcou seu primeiro gol da temporada da Bundesliga em 18 de setembro, vindo de uma derrota por 2-1 decepcionante para Hannover 96, como Dortmund sofreu dois gols nos últimos três minutos. Em 22 de Outubro, Kagawa abriu o placar ao sete minutos para Borussia Dortmund fazendo 5-0 no FC Köln diante de 80.200 torcedores no Signal Iduna Park. Kagawa marcou novamente em 5 de novembro, Dortmund goleou o Wolfsburg por 5-1 e foi parar a dois pontos do líder do campeonato Bayern de Munique.
Em 28 de janeiro de 2012, Kagawa marcou duas vezes na vitória por 3-1 do Dortmund contra o Hoffenheim. Kagawa marcou o único gol dele no jogo contra o Werder Bremen, em 17 de março, em um passe de İlkay Gündoğan aos oito minutos. Kagawa marcou dois gols na goleada do Dortmund por 6-1 no Colônia em 25 de Março, mantendo Dortmund a cinco pontos na frente do Bayern na corrida pelo título. Kagawa venceu a Bundesliga com o Borussia Dortmund em 2012 e com Borussia Dortmund bateu o recorde da Bundesliga ao marcar mais pontos em uma temporada na Bundesliga com 81 pontos.

### Manchester United
No dia 30 de maio de 2012 o Manchester United anunciou a contratação de Shinji Kagawa, por um valor de 15 milhões de euros. Utilizou o dorsal número 26. Kagawa falou sobre seu ex-clube, o Borussia Dortmund, dizendo:
| “ | Eu vou levar este clube, seus grandes fãs e toda a cidade em meu coração para sempre e vou seguir como eu jogava e sempre joguei | ” |

O primeiro gol do japonês em um jogo oficial pelo Manchester United saiu contra o Fulham pelo Campeonato Inglês em uma vitória de 3–2. Sua segundo gol veio em 29 de Setembro de 2012 em uma derrota por 3-2 em casa para o Tottenham Hotspur, em que ele marcou aos 53 minutos depois de um passe de Robin van Persie. Em 23 de outubro de 2012, ele fez um passe para Javier Hernández fazer o primeiro gol do United que venceu por 3–2 o Braga. Nesse jogo ele torceu o joelho que o deixou fora dos gramados por dois meses. Kagawa, desde então, voltou de lesão em janeiro de 2013. No dia 2 de março de 2013, fez seu primeiro hat trick pelo United contra o Norwich City. Fez o primeiro gol do Manchester United contra o West Bromwich no empate por 5–5 em 19 de maio de 2013.

### Retorno ao Borussia Dortmund
Em 31 de agosto de 2014 foi contratado pelo Borussia Dortmund por quatro temporadas.

## Seleção Japonesa
Atua na Seleção Nacional do Japão desde a categoria sub-20 da equipe de futebol no Sub-20 da FIFA 2007 Copa do Mundo realizada no Canadá.
Em 2008, ele também foi selecionado para jogar como um membro da equipe japonesa para os Jogos Olímpicos no de Verão 2008. Em 24 de maio de 2008, ele fez sua estreia internacional sênior em um amistoso da Copa Kirin. O Japão venceu a partida contra a Costa do Marfim por 1-0. Ele não foi selecionado por Takeshi Okada técnico da equipe Japonesa, para a Copa do Mundo de 2010 na África do Sul. Em setembro de 2010, ele marcou o único gol do jogo no Japão, vitória sobre o Paraguai, em Yokohama. Demorou cinco meses para a reabilitação de sua lesão na Copa Ásia. Ele voltou no último jogo do Dortmund como um substituto no minuto 87.
Ele foi incluído na Copa Asiática de Seleções 2011 pelo técnico Alberto Zaccheroni. Nas quartas de final contra o Qatar, ele marcou dois gols. O jogo terminou 3-2, uma vitória para o Japão. Na semifinal contra a Coreia do Sul, Kagawa quebrou o osso metatarso e perdeu a final em que o Japão venceu a Austrália após tempo extra.
Presente na Copa das Confederações 2013, destacou-se na derrota por 3–4 contra a Itália onde marcou um gol de voleio.
Em sua primeira Copa do Mundo, em 2014 no Brasil, a Seleção Japonesa foi a última colocada do Grupo C obtendo apenas um ponto.

## Títulos
Borussia Dortmund
- Campeonato Alemão: 2010–11, 2011–12
- Copa da Alemanha: 2011–12, 2016–17

Manchester United
- Campeonato Inglês: 2012–13
- Supercopa da Inglaterra: 2013

Seleção Japonesa
- Copa da Ásia: 2011

### Prêmios Individuais
- Melhor gol da J. League: 2009
- Melhor cobrança de falta da Bundesliga: 2010–11, 2011–12
- Equipe do ano da Europa (ESM) : 2011–12
- Jogador Asiático Internacional do Ano: 2012
- 94.º melhor jogador do ano de 2012 (The Guardian)[28]